# Albrecht zu Solms-Braunfels
Albrecht Friedrich Ernst Bernhard Wilhelm Prinz zu Solms-Braunfels (* 10. Februar 1841 in Düsseldorf; † 9. März 1901 in Wiesbaden) war der Mitgründer der Kynologischen Gesellschaft Wien und einige Jahre Präsident des Deutschen Jagd-Clubs.

## Leben
Prinz Albrecht war der fünfte Sohn von Prinz Wilhelm zu Solms-Braunfels (1801–1868) und Gräfin Maria Kinsky von Wchinitz und Tettau (1809–1892), Tochter von Graf Franz de Paula Joseph Kinsky von Wchinitz und Tettau und seiner Frau Gräfin Therese von Wrbna und Freudenthal. Seine Großeltern väterlicherseits waren Friedrich Wilhelm zu Solms-Braunfels und Friederike von Mecklenburg-Strelitz, die spätere Königin Hannovers.
Er erhielt Privatunterricht und besuchte dann von 1856 bis 1859 das Gymnasium in Düsseldorf. Danach schlug er die Militärlaufbahn ein und wurde 1860 Sekondeleutnant im 5. Ulanen-Regiment. 1863 wechselte er als Lieutenant à la suite zur königlich hannoverschen Armee. 1867 nahm er seinen Abschied, wurde aber 1870 reaktiviert. Er nahm 1870/71 als Premierleutnant im 2. schweren Reiter Reserveregiment am Krieg gegen Frankreich teil. 1882 wurde er Major und zuletzt Rittmeister à la suite der Preußischen Armee. 1875–1878 Vertreter seines Bruders Ernst zu Solms-Braunfels in der 1. Kammer der Landstände des Großherzogtums Hessen. 1872 und 3/1875 bis 8/1875 vertrat er ihn auch als Abgeordneter im Provinziallandtag der Rheinprovinz. Er war von 1873 bis 1876 Mitverwalter des Hausvermögens auf Schloss Braunfels. Von 1891 bis zu seinem Tod stand er unter Vormundschaft.
Der Prinz war 1876 Mitgründer der Kynologischen Gesellschaft Wien und einige Jahre der Präsident des Deutschen Jagd-Clubs.
Prinz Albrecht zu Solms-Braunfels gehörte dem europäischen Hochadel an und war Hauptmotor der kynologischen Bewegung von 1870 bis 1888. Schon im Jahr 1873 besucht er viele Hundeschauen und bereiste in diesem Zusammenhang Großbritannien und gründet in Deutschland nach englischem Muster den Zwinger Wolfsmühle. Bereits im ersten Jahr nach seiner Gründung 1874, wird Prinz Albrecht auf notwendige Empfehlung Mitglied im Kennel Club England und richtet auf dessen National Dog Show im selben Jahr die foreign dogs und Dachshunde.
Er heiratete am 5. September 1889 Ebba Luise Charlotte von Lavonius (* 19. Februar 1850 in Helsingfors; † 1927).
Er wurde mit dem Kommandeurskreuz 2. Klasse des Guelphen-Ordens und 1870 mit dem Eisernen Kreuz 2. Klasse ausgezeichnet.